# Індіанські мови Південної Америки

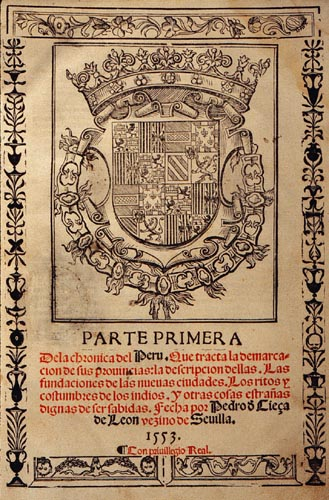
Перша частина книги «Хроніка Перу», що вперше описує багато етносів і мов Південної Америки (1553)

Індіанські мови Південної Америки — мовами корінних народів Південної Америки. Відрізняються незвичайною генетичною роздрібненістю, порівнянною лише з папуаськими мовами. За найавторитетнішою класифікацією Кауфмана (1994) та Кемпбелла (1997) виділяють перелічені далі сім'ї, ізоляти та некласифіковані мови, розподілені за запропонованими Кауфманом геолінгвістичними областями.
Номери відповідають класифікації Кауфмана. У квадратних дужках зазначено кількість мов усередині спільнти. † — вимерлі мови.

## Північний Захід

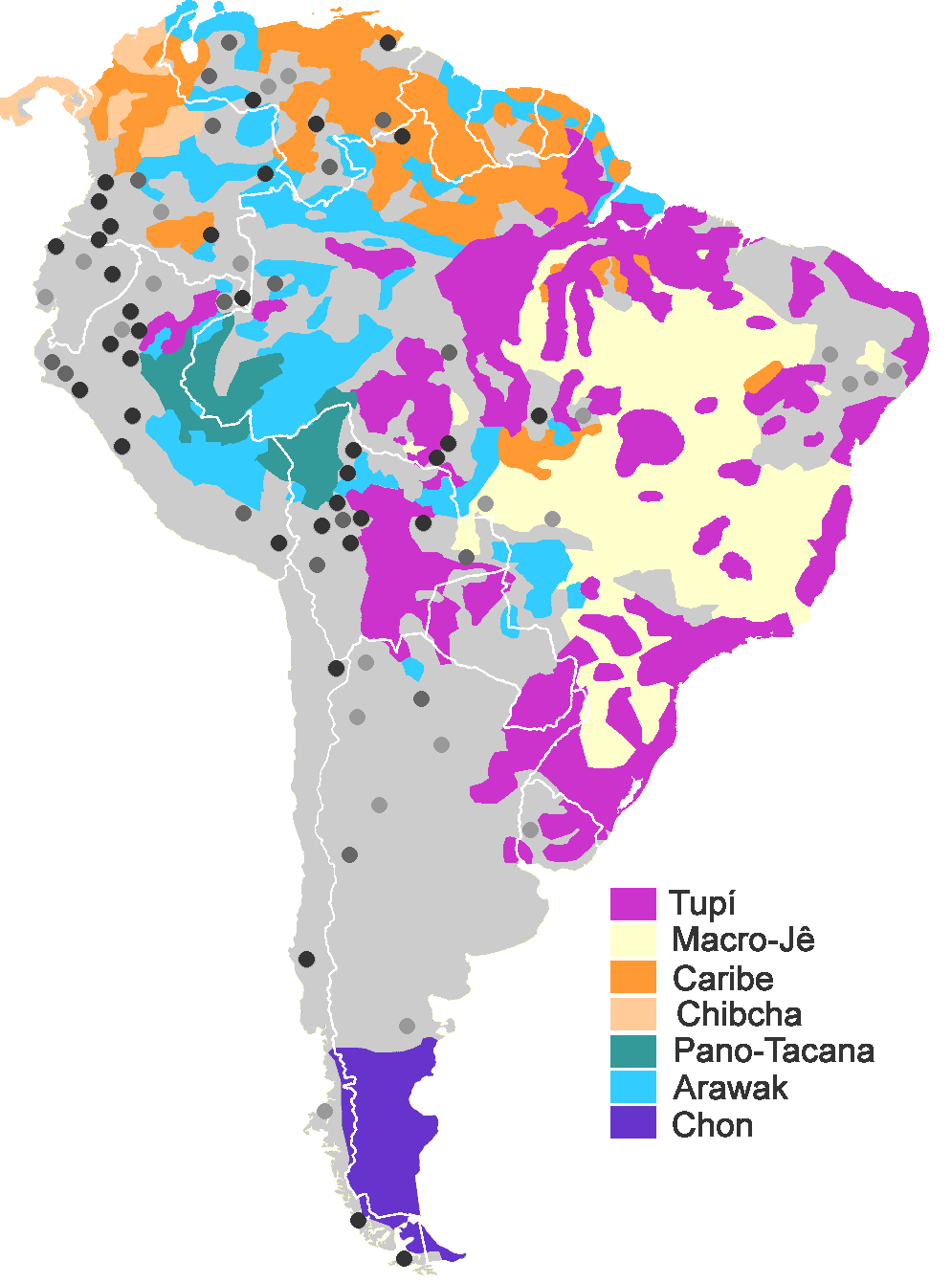
Мовні сім'ї Південної Америки

Гірська Колумбія, Панама, Коста-Рика
- 1. Юрумангі[en] (юримангі) мова [1] † (ізолят)
- 2. Тімот(ей)ська (тімоте) сім'я[en] [3]
- 3. Хірахарська сім'я[en] [3] †
- 4. Чокоанська сім'я[en] [5]
- 5. Бетой (хірара)[en] [1] † (некласифікована мова)
- 6. Паес[en] (мова) [1]
- 7. Андакі[en] (мова) [1] †
- 8. Барбакойська сім'я [8]
- 9. Чибчська сім'я [21]
- 10. Місумальпанська сім'я [4] → мови Мемоамерики
- 11. Камса[en] (каминча) мова [1] (ізолят)
- Вимерлі некласифіковані мови, відсутні у Кауфмана: ансерма, гуасусу, ідабаес, ороміна, руна.

## Західна Амазонія I
- 12. Тинігуанська (тиніва) сім'я [3]
- 13. Отомакська (отомако) сім'я [2] †
- 14. Гуамо (вамо) [1] † (некласифікована мова)
- 15. Чапакурська сім'я [9]
- 16. Гуахібська (вахіво) сім'я [4]
- 17. Аравацька сім'я [65]
- 18. Маді (араванська) сім'я [8]
- 19. Харакмбитська (туйонері) сім'я [2]: амаракаері, вачіпаері

## Західна Амазонія II
Південь Колумбії, Бразилія, схід Перу, північ Болівії
- 20. Пуйнавська (маку) сім'я [5] — не плутати з ізолятом маку (див. нижче № 117)
- 21. Д'япанська (катукінська) сім'я [5]
- 22. Текірака (абішира) мова [1] † (ізолят)
- 23. Канічана мова() [1] † (ізолят)
- 24. Туканська (тукано) сім'я [23]
- 25. Юрі (журі) [1] † (некласифікована мова)
- 26. Мунічі [1] † (некласифікована мова)
- 27. Тикуна мова [1] (ізолят)

## Північні Передгір'я
Передгір'я Еквадору, північний схід Перу, Венесуели та Колумбії
- 28. Есмеральда (такамі) мова [1] (ізолят)
- 29. Яруро (пуме) мова [1] (ізолят)
- 30. Кофан мова [1]
- 31. Кандоші мова [1] (ізолят)
- 32. Хіварська (хіваро) сім'я [4]
- 33. Кавапанська сім'я [2]
- 34. Сапарська (сапаро) сім'я [3]
- 35. Ягуанська (ява, пеба) сім'я [3]
- 36. Омурано (умурана) мова [1] † (ізолят)
- 37. Тауширо (пінче) мова [1] (ізолят)
- 38. Ваорані (сабела, уаорані) мова [1] (ізолят)
- 39. Ураріна (шимаку) мова [1] (ізолят)
- 39-41. Бора-уітотська сім'я [10]
  - 39. боранська гілка [2]
  - 40. вітотська гілка (уітото) [7]
- 41. Андоке мова [1] (ізолята)

## Анди
Гірські Еквадор, Перу, Болівія
- 41. Каньярі [1] † (некласифікована мова)
- 41. Мочика (юнга) мова [1] † (ізолят)
- 41. Пуруха (пурува, пуруа) [1] † (некласифікована мова)
- 42. Чолонська сім'я (хибіто-чолонська) [2]: чолонська та хибіто
- 43. Кульї [1] † (некласифікована мова)
- 44+45. Сечура-катакао сім'я [3]
- 46. Леко мова [1] (ізолят)
- 47. Кечуанська сім'я [17]
- 48. Аймарська (хакі) сім'я [2]
- 49. Уру-чіпайя сім'я [2]
- 50. Пукіна мова [1] † (ізолят)
- 51. Кальявайя [1] — креольська мова, пукіна-кечуа
- відсутні в Кауфмана :
  - Кунса (атакама) [1] † (ізолят)
  - Капак сімі † — таємна мова інків, достовірно не ототожнена: пукіна або уру

## Південні Передгір'я
Передгір'я Болівії та схід Перу
- 52. Юракаре мова [1] (ізолят)
- 53+54. Пано-таканська сім'я [33]
  - 53. паноанська підродина (пано): [28]
  - 54. таканська підродина (такана) [5]
- 55. Мосетен мова [1] (ізолят)
- 56. Чонська сім'я [3]

## Південний Конус
Південний конус — південь Чилі та Аргентини
- 57. Ямана (яґан) мова [1] (ізолят)
- 58. Алакалуф (кавескар) мова [1] (ізолят) — іноді помилково поєднується з псевдо-мовою какауа в алакалуфську сім'ю
- 58. Чоно (аксанас) [1] † (некласифікована мова)
- 59. Арауканська мова (мапудунґун) [1]
- 60. Пуельче мова [1] † (ізолят)
- 61. Уарпейська сім'я [2] †

## Гран-Чако
Гран-Чако — північ Аргентини, південь Болівії, захід Парагваю
- 62. Матакська (матако) сім'я [4]
- 63. Гуайкурська (вайкурий) сім'я [7]
- 64. Чарруанська сім'я [2] †
- 65. Луле [1] † (ізолят)
- 66. Вілела [1] (ізолят)
- 67. Маскойська сім'я [4]
- 68. Самук(оан)ська сім'я [2]
- 69. Горготокі [1] † (некласифікована мова)

## Східна Бразилія
- 70. Чикітана мова [1]
- 71-82. Макро-же макросім'я [35]
  - 71. Борор(оан)ська сім'я [3]
  - 72. Ботокудська (айморе) сім'я [3]
  - 73. Рікбакца мова [1]
  - 74. Же сім'я [12]
  - 75. Жейко мова [1] †
  - 76. Камаканська сім'я [5] †
  - 77. Машакалійська сім'я [3]
  - 78. Пурійська сім'я [2] †
  - 79. Фулліо мова [1]
  - 80. Каража мова [1]
  - 81. Офайє мова [1]
  - 82. Гуато мова [1]
- 83. Оті [1] † (некласифікована мова)
- 84. Баенан [1] † (некласифікована мова)
- 85. Кукура [1] † (некласифікована мова)

## Північно-східна Бразилія
- 86. Катембрі [1] † (некласифікована мова)
- 87. Карірійська сім'я (Карірі-шоко) [4] †
  - 95. Шоко [1] †
- 88. Туша [1] † (некласифікована мова)
- 89. Панкарару [1] † (некласифікована мова)
- 90. Нату [1] † (некласифікована мова)
- 91. Шукуру [1] † (некласифікована мова)
- 92. Гамела [1] † (некласифікована мова)
- 93. Вамое (уамуе) [1] † (некласифікована мова)
- 94. Тарайріу [1] † (некласифікована мова)

## Центральна Амазонія
Бразилія, північ Аргентини, Болівія (Бені)
- 96. Муранська сім'я [4]
- 97. Матанаві [1] † (некласифікована мова)
- 98. Ітонама (сіхніпадара) мова [1] (ізолят)
- 100. Капішана мова [1] (ізолят)
- 101. Ябутійська сім'я (жабутійська) [3]
- 102. Коая (кважа, арара) мова [1] (ізолят)
- 103. Айкана (корумбіара) мова [1] (ізолят)
- 104. Намбікварська сім'я [5]
- 105. Іранче (минки) [1] (некласифікована мова)
- 106. Трумай мова [1] (ізолят)
- 107. Мовіма мова [1] (ізолят)
- 108. Каювава мова [1] (ізолят)
- 109. Тупі сім'я [46]

## Північна Амазонія
Бразилія, Венесуела, Гаяна, Суринам, Гвіана
- 110. Карибська сім'я [43]
- 111. Яномамська сім'я [4]
- 112. Варао (гварао, варау) мова [1] (ізолят)
- 113. Тарума [1] † (некласифікована мова)
- 114. Салів(ан)ська родина [2]
- 115. Арутані (уруак, аваке) [1] (некласифікована мова)
- 116. Кальяна (сапе) [1] (некласифікована мова)
- 117. Маку — ізольована, не плутати з мовами маку (пуйнавськими)
- 118. Хоти [1] (некласифікована мова)

## Некласифіковані мови, відсутні у Кауфмана
- Живі: агавотагуерра, амікоана, каїмбé, караав'яна, карабайо, коорошитарі, корубо, уру-па-ін, ювана.
- Вимерлі: аґуано, арáра (Акре), арáра (Мату Гросу), буруе, уакона, уасу, іапама, ібіто, імаріма, кагуа, какан, камба, камбіва, каріпуна, кошіма, кумерал, міарра, мусо, натагаїмас, нукак маку́, омехес (омежес), пакауара, палта, панкараре, пансалео (кіто), пантагора (паленке), панче, папаве, парава, патагон, паташó-ананаї, піхао (пінао), пишауко, понарес, товаре, тапеба, тімана, тінгуї-ботó, томедес, тремембé, трука, чанé, чіпіаже (чіпіахес), ялкон, ярі.

## Гіпотези
- Чимуанські мови — мови мочика, каньярі та пуруха